# Francisco Jordán
Francisco Jordán (Andalusia ? - Barcelona, 30 de juny de 1921) fou un anarcosindicalista català d'origen andalús. S'establí a Barcelona, on treballà com a fuster i milità a la Confederació Nacional del Treball. En el Ple Nacional de 24 d'agost de 1916 fou escollit Secretari General de la CNT en substitució de Manuel Andreu Colomer i ocupà el càrrec fins que va dimitir arran de la seva detenció en febrer de 1917. El juny de 1921 fou assassinat als carrers de Barcelona pels pistolers del Sindicat Lliure.